# Wymysłowo (powiat wągrowiecki)
Wymysłowo – wieś w Polsce, w województwie wielkopolskim, w powiecie wągrowieckim, w gminie Mieścisko.
Do 2023 miejscowość była przysiółkiem wsi Popowo Kościelne.
W latach 1975–1998 przysiółek administracyjnie należał do województwa poznańskiego.